# Estadio Tetelo Vargas
El Estadio Tetelo Vargas  es un estadio de béisbol propiedad del estado dominicano ubicado en San Pedro de Macorís, República Dominicana. Se utiliza sobre todo para los partidos de béisbol, siendo la sede de las Estrellas Orientales.

## Historia
Fue inaugurado el 25 de noviembre de 1959 con el nombre de Estadio Oriental, luego en 1963 el Congreso de la República Dominicana aprobó que llevara su nombre en honor al destacado exbeisbolista dominicano Tetelo Vargas. El estadio tiene capacidad para 8,000 personas, siendo el más pequeño de la Liga local.
En 2007, el Ministerio de Obras Públicas de la República Dominicana le realizó varias mejoras al estadio.
En octubre de 2010, el estadio fue remodelado por el gobierno dominicano. La remodelación consistió en reacondicionamiento del terreno de juego, se sustituyó y cortó la grama, además de la reparación del drenaje del terreno.
Otros trabajos fueron la reparación de todos los baños, la colocación de plafones en toda el área exterior, así como la instalación de las lámparas fluorescentes y la reposición de nuevos tramos de verja, aceras y contenes.